# Aspar Team
Aspar Team es una escudería de española de motociclismo con sede en el Aspar Circuit, en la provincia de Valencia, Comunidad Valenciana, España. Fundada en 1992 por el expiloto y cuatro veces campeón del Campeonato del Mundo de Motociclismo Jorge Martínez «Aspar». Actualmente compite en el Campeonato del Mundo de Motociclismo en las categorías de Moto2, Moto3 y MotoE.

## Historia
Antes de su retiro de la competición  del Campeonato Mundial de Motociclismo ocurrido en Campeonato del Mundo de Motociclismo de 1997, Aspar crea su equipo en Campeonato del Mundo de Motociclismo de 1993 utilizando una Honda de 125cc; con esta moto el piloto español termina en el octavo puesto. Ya desde el año siguiente, y por dos años, después de haber cambiado el modelo de Honda por el de Yamaha, la moto deja de competir sola, pues se empiezan a gestionar dos, adjuntándose al team mánager el piloto japonés Yoshiaki Katoh. En el 1996 el equipo comenzó a correr con Aprilia.
En el primer año de carreras después de la retirada del propio fundador como corredor, el piloto del equipo fue el español Jerónimo Vidal, campeón del título nacional de 125 cc con el propio equipo de Aspar.
A pesar de la amplia participación del equipo, con el paso de los años, en todas las clases del Campeonato Mundial de Motociclismo, la de menor cilindrada fue siempre la que le dio mayores satisfacciones al equipo: en la categoría obtiene cuatro títulos, gracias a Álvaro Bautista en el Campeonato del Mundo de Motociclismo de 2006, a Gábor Talmácsi en el 2007, a Julián Simón en el 2009 y a Nico Terol en el 2011, siendo este el último campeón de la categoría conocida como 125 cc, pues a partir de 2012 es Moto3, ya con este nombre, en 2024 lograron el campeonato de la mano de David Alonso batiendo el récord de victorias con 14. También hay que destacar los subcampeonatos conseguidos tanto en 125 cc, como en 250 cc y Moto2. Otros resultados de relevancia fueron las dos victorias del campeonato europeo 125 GP en 1992 y 1994 a cargo de Juan Bautista Borja y del mismo "Aspar"), de cuatro títulos españoles en 125 y de uno en 250.
Cabe recordar también otros numerosos pilotos de prestigio que estuvieron dentro del box del equipo de Aspar, como por ejemplo: Emilio Alzamora, Alex Debón, Randy De Puniet, Toni Elías, Sebastián Porto y Arnaud Vincent.
A partir del 2010 ha extendido su participación también a MotoGP con una Ducati Desmosedici manejada por Héctor Barberá.
El mismo piloto fue el representante del equipo para el año siguiente, si bien para el 2012 el piloto será distinto.
Antes del comienzo de la temporada 2018, el equipo cambió su nombre de Aspar Team a Ángel Nieto Team, como un homenaje del fundador del equipo Jorge Martínez a su compatriota Ángel Nieto. El equipo también anunció el hijo de Ángel Gelete ocupará el lugar de director del equipo. El equipo volvió a su denominación original de Aspar Team a comienzos de 2020.

## Resultados del equipo en MotoGP
A diferencia de la clasificación de constructores, los puntos y el resultado final son la suma de los puntos obtenidos por el piloto (en este caso solo uno) de la escudería y el resultado final se refiere al equipo, no al constructor.
(Carreras en negro indican pole position, carreras en italics indican vuelta rápida)
| Año  | Moto                    | Neu. | Pilotos         | 1   | 2   | 3   | 4   | 5   | 6   | 7   | 8   | 9   | 10  | 11  | 12  | 13  | 14  | 15  | 16  | 17  | 18  | 19  | Puntos | Pos. |
| ---- | ----------------------- | ---- | --------------- | --- | --- | --- | --- | --- | --- | --- | --- | --- | --- | --- | --- | --- | --- | --- | --- | --- | --- | --- | ------ | ---- |
| 2010 | Ducati Desmosedici GP10 | B    |                 | QAT | ESP | FRA | ITA | GBR | NED | CAT | GER | USA | CZE | IND | SMR | ARA | JPN | MAL | AUS | POR | VAL |     | 90     | 9º   |
| 2010 | Ducati Desmosedici GP10 | B    | Héctor Barberá  | 12  | 13  | 8   | 12  | 11  | 12  | 10  | 9   | Ret | 9   | 10  | 9   | 11  | 13  | 11  | 14  | 10  | 8   |     | 90     | 9º   |
| 2011 | Ducati Desmosedici GP11 | B    |                 | QAT | ESP | POR | FRA | CAT | GBR | NED | ITA | GER | USA | CZE | IND | SMR | ARA | JPN | AUS | MAL | VAL |     | 82     | 7º   |
| 2011 | Ducati Desmosedici GP11 | B    | Héctor Barberá  | 12  | 6   | Ret | 9   | 11  | 11  | 12  | 7   | 11  | 9   | 10  | Ret | 9   | 8   | Ret |     | C   | 11  |     | 82     | 7º   |
| 2011 | Ducati Desmosedici GP11 | B    | Damian Cudlin   |     |     |     |     |     |     |     |     |     |     |     |     |     |     |     | DNS |     |     |     | 82     | 7º   |
| 2012 | ART GP12                | B    |                 | QAT | ESP | POR | FRA | CAT | GBR | NED | GER | ITA | USA | IND | CZE | SMR | ARA | JPN | MAL | AUS | VAL |     | 136    | 6º   |
| 2012 | ART GP12                | B    | Randy de Puniet | 13  | Ret | 13  | Ret | 15  | 12  | 8   | 11  | 12  | 11  | Ret | 8   | 9   | 11  | Ret | Ret | 11  | 12  |     | 136    | 6º   |
| 2012 | ART GP12                | B    | Aleix Espargaró | 15  | 12  | 12  | 13  | 13  | 11  | Ret | 13  | 13  | 9   | 10  | 10  | Ret | 10  | 12  | 8   | 10  | 11  |     | 136    | 6º   |
| 2013 | ART GP13                | B    |                 | QAT | AME | ESP | FRA | ITA | CAT | NED | GER | USA | IND | CZE | GBR | SMR | ARA | MAL | AUS | JPN | VAL |     | 129    | 7º   |
| 2013 | ART GP13                | B    | Randy de Puniet | 12  | 14  | Ret | Ret | 11  | Ret | 12  | 12  | Ret | Ret | 15  | 16  | 17  | 13  | 12  | 10  | 13  | Ret |     | 129    | 7º   |
| 2013 | ART GP13                | B    | Aleix Espargaró | 11  | 11  | 9   | 13  | 8   | 8   | 8   | 8   | Ret | 12  | 10  | 10  | 13  | 11  | 9   | 11  | Ret | 11  |     | 129    | 7º   |
| 2014 | Honda RCV1000R          | B    |                 | QAT | AME | ARG | ESP | FRA | ITA | CAT | NED | GER | IND | CZE | GBR | SMR | ARA | JPN | AUS | MAL | VAL |     | 116    | 9º   |
| 2014 | Honda RCV1000R          | B    | Leon Camier     |     |     |     |     |     |     |     |     |     | Ret | 15  | 16  | 16  |     |     |     |     |     |     | 116    | 9º   |
| 2014 | Honda RCV1000R          | B    | Nicky Hayden    | 8   | 11  | 11  | 11  | Ret | DNS | 12  | 17  | 14  |     |     |     |     | 9   | 14  | 10  | Ret | 13  |     | 116    | 9º   |
| 2014 | Honda RCV1000R          | B    | Hiroshi Aoyama  | 11  | 12  | 10  | 12  | 14  | 14  | 15  | 16  | 12  | 10  | 13  | 14  | 12  | 8   | 13  | 8   | 11  |     |     | 116    | 9º   |
| 2014 | Honda RC213V-S          | B    | Hiroshi Aoyama  |     |     |     |     |     |     |     |     |     |     |     |     |     |     |     |     |     | 15  |     | 116    | 9º   |
| 2015 | Honda RC213V-S          | B    |                 | QAT | AME | ARG | ESP | FRA | ITA | CAT | NED | GER | IND | CZE | GBR | SMR | ARA | JPN | AUS | MAL | VAL |     | 25     | 12º  |
| 2015 | Honda RC213V-S          | B    | Eugene Laverty  | 18  | 16  | 17  | 18  | 14  | 15  | 12  | Ret | 17  | 19  | Ret | 17  | 19  | 14  | 17  | 19  | 19  | Ret |     | 25     | 12º  |
| 2015 | Honda RC213V-S          | B    | Nicky Hayden    | 17  | 13  | 16  | 17  | 11  | Ret | Ret | 16  | 16  | 16  | 17  | 12  | 17  | 15  | 13  | Ret | 16  | 17  |     | 25     | 12º  |
| 2016 | Ducati Desmosedici GP14 | M    |                 | QAT | ARG | AME | ESP | FRA | ITA | CAT | NED | GER | AUT | CZE | GBR | SMR | ARA | JPN | AUS | MAL | VAL |     | 97     | 10º  |
| 2016 | Ducati Desmosedici GP14 | M    | Eugene Laverty  | 12  | 4   | 12  | 9   | 11  | 13  | 13  | 7   | 11  | 18  | 6   | 12  | 14  | 14  | Ret | 14  | 12  | 16  |     | 97     | 10º  |
| 2016 | Ducati Desmosedici GP14 | M    | Yonny Hernández | Ret | Ret | 14  | 15  | Ret | 16  | 17  | Ret | 18  | 17  | 11  | 11  | 16  | 16  | 12  | 13  | Ret | Ret |     | 97     | 10º  |
| 2017 | Ducati Desmosedici GP15 | M    |                 | QAT | ARG | AME | ESP | FRA | ITA | CAT | NED | GER | CZE | AUT | GBR | SMR | ARA | JPN | AUS | MAL | VAL |     | 107    | 9º   |
| 2017 | Ducati Desmosedici GP15 | M    | Karel Abraham   | 14  | 10  | Ret | 15  | Ret | 16  | 14  | 7   | 17  | 13  | 14  | 13  | 17  | Ret | Ret | 14  | Ret | 14  |     | 107    | 9º   |
| 2017 | Ducati Desmosedici GP16 | M    | Álvaro Bautista | Ret | 4   | 15  | Ret | Ret | 5   | 7   | Ret | 6   | Ret | 8   | 10  | 12  | 8   | Ret | 17  | 11  | Ret |     | 107    | 9º   |
| 2018 | Ducati Desmosedici GP16 | M    |                 | QAT | ARG | AME | ESP | FRA | ITA | CAT | NED | GER | CZE | AUT | GBR | SMR | ARA | THA | JPN | AUS | MAL | VAL | 104    | 8º   |
| 2018 | Ducati Desmosedici GP16 | M    | Mike Jones      |     |     |     |     |     |     |     |     |     |     |     |     |     |     |     |     | 18  |     |     | 104    | 8º   |
| 2018 | Ducati Desmosedici GP16 | M    | Karel Abraham   | 15  | 20  | Ret | 18  | 17  | Ret | 13  | Ret | 18  | 18  | 21  | C   | 20  | 15  | 17  | Ret | 11  | Ret | 14  | 104    | 8º   |
| 2018 | Ducati Desmosedici GP17 | M    | Álvaro Bautista | 13  | 16  | 15  | 8   | Ret | 9   | 9   | 9   | 5   | 9   | 10  | C   | 9   | Ret | 8   | 5   |     | 7   | Ret | 104    | 8º   |

- * Temporada en curso.